# Heinkel He 176
Le Heinkel He 176 était un avion-fusée d'expérimentations allemand, conçu juste avant le début de la Seconde Guerre mondiale par le constructeur Heinkel. Il fut le premier aéronef au monde à être propulsé uniquement par un moteur-fusée à ergols liquides, effectuant son premier vol propulsé le 20 juin 1939, piloté par Erich Warsitz.
L'appareil fut développé sur une initiative privée de la part de la compagnie Heinkel, en accord avec la volonté du directeur Ernst Heinkel de développer des technologies pour le vol à haute vitesse. Dans les faits, les performances du He 176 n'étaient pas spectaculaires, mais l'avion servit de démonstrateur pour la propulsion par moteur-fusée.
Tous les documents concernant de près ou de loin le He 176 furent détruits pendant la guerre. Les données de performances fréquemment citées, comme la vitesse maximale de 750 km/h, ainsi que certains dessins, ne reposent pas sur des documents clairs ou officiels. Il ne reste en fait que deux images réelles du He 176 qui aient survécu, probablement prises en 1938 à Peenemünde pendant les essais de roulage.

## Historique

### Conception et développement
Au cours des années 1920, des cascadeurs allemands avaient effectué de nombreuses expériences employant des moteurs-fusées à propergol solide pour propulser des voitures, des motos, des chariots sur rails, des luges et, en 1929, des avions, tels que l'Ente, d'Alexander Lippisch, et le Opel-Sander RAK.1 de Fritz von Opel. Cependant, les moteurs-fusées à propergol solide possédaient de gros inconvénients pour la propulsion aéronautique, car leur poussée ne pouvait être modifiée en vol et les moteurs ne pouvaient pas être éteints une fois allumés.
À la fin des années 1930, l'équipe de scientifiques fuséologues de Wernher von Braun travaillant à Peenemünde étudia l'installation de moteurs employant des ergols liquides dans un avion. Heinkel apporta avec enthousiasme son soutien à leurs efforts, leur fournissant un Heinkel He 72 puis plus tard deux Heinkel He 112 pour effectuer des expérimentations. Début 1937, l'un de ces deux derniers appareils effectua un vol avec son moteur à pistons coupé pendant le vol, se retrouvant alors propulsé seulement par la poussée de son moteur-fusée. Au même moment, les expériences menées par Hellmuth Walter dans les moteurs-fusées de type monergol, utilisant du peroxyde d'hydrogène, allaient mener à la création de moteurs simples et légers, qui apparaissaient bien adaptés pour une installation dans un aéronef.
Le He 176 fut construit pour utiliser l'un des nouveaux moteurs Walter (en), le R1-203, pouvant produire une poussée de 500 kgp pendant environ 60 secondes. L'appareil devait être le premier avion dans l'histoire à utiliser des ergols liquides dans son moteur-fusée. Une proposition fut avancée pour la première fois à Berlin en mai 1935 par le major Wolfram von Richthofen pour le développement d'un intercepteur à moteur-fusée pour l'attaque de bombardiers à haute altitude. Cette proposition mena à la fabrication du prototype He 176, puis plus tard du célèbre Me 163 Komet, premier avion de combat au monde à utiliser ce mode de propulsion.
Les travaux de conception débutèrent à la fin de l'année 1936, les dessins détaillés étant finis vers juillet 1937. La construction du prototype démarra au même moment. L'appareil était petit, simple, et presque entièrement fait de bois, mais possédait un cockpit totalement fermé vraiment avancé pour son époque, avec un nez vitré transparent sans structure fait d'une seule pièce, à travers lequel les palonniers du pilote étaient visibles, et un vitrage de cockpit supérieur lisse qui était démontable pour entrer dans l'appareil, rendant le cockpit totalement conforme aux contours avant en forme d'obus du fuselage. Le train d'atterrissage était une combinaison de trains classiques et tricycle, avec les supports du train principal devant se rétracter vers l'arrière à l'intérieur du fuselage, une roue avant fixe disposant d'un carénage, et une roulette de queue rétractable. Une caractéristique unique du He 176 était son système d'évacuation d'urgence. L'appareil était en effet doté d'un nez largable, qui était séparé du reste du fuselage par un système à air comprimé, un parachute aidant également en diminuant la force nécessaire pour la séparation. Après que le parachute soit déployé la verrière supérieure était larguée et une évacuation classique du pilote était effectuée (celui-ci descendant sous son propre parachute).
Tous les travaux de conception furent menés dans le Sonderentwicklung I, un département qui était tenu à l'écart du reste de l'usine Heinkel à Rostock-Marienehe. Les hommes qui conçurent l'avion étaient :
- Walter Künzel : Chef de projet/installation du moteur ;
- Walter Günter (en) : Aérodynamique (victime d'un accident fatal le 21 septembre 1937) ;
- Adolf Jensen : Aérodynamique/mécanique du vol ;
- H. Bosch : Analyse des charges et contraintes ;
- H. Regner : Conception détaillée ;
- Jacob : Train d'atterrissage.

### Essais et fin du programme
Entre le 9 et le 13 juillet 1938, le He 176 fut testé dans un grand tunnel aérodynamique à Göttingen. Bien que le programme ait commencé à l'usine Heinkel de Rostock-Marienehe, le prototype complet fut rapidement déplacé à Peenemünde, où le secret l'entourant serait mieux assuré. Des essais furent menés avec une maquette de cockpit en bois larguée depuis un Heinkel He 111 depuis une altitude comprise entre 6 000 et 7 000 mètres. Afin d'obtenir des données précises, un mannequin à taille réelle fut conçu avec des articulations assez réalistes, et largué avec la maquette de cabine. Sur la plage près de Peenemünde, le prototype de l'avion fut ensuite tracté derrière une Mercedes 7,6 litres pour les essais de roulage, atteignant des vitesses au sol de 155 km/h.
Les premiers sauts de courte longueur furent effectués en mars 1939, à l'aide du moteur-fusée mais en n'emportant que de très faibles quantités de carburant dans les réservoirs. Le premier vol officiel fut effectué le 20 juin 1939 avec le pilote d'essai Erich Warsitz aux commandes. Le jour suivant, l'avion fut présenté à quelques-uns des dirigeants du Ministère de l'Aviation du Reich (Ernst Udet, Erhard Milch), mais ceux-ci ne furent pas impressionnés par la performance de l'appareil. Udel interdit même la poursuite des essais en raison du danger représenté par l'emploi du moteur-fusée. Cette interdiction fut levée et réitérée deux fois jusqu'au 3 juillet 1939, lorsqu'une autre présentation fut arrangée à Roggentin pour Adolf Hitler et une grande partie des dirigeants du Troisième Reich.
Un ordre officiel fut émis le 12 septembre 1939, mettant fin à tous travaux ultérieurs sur le projet He 176. Cette issue mena à l'abandon du programme de propulsion par fusée de la compagnie. Les tests du He 176 se terminèrent alors qu'un seul exemplaire avait été construit. Il fut ensuite mis en exposition au musée de l'Air de Berlin, mais un bombardement allié en 1943 le détruisit totalement. Avant l'annulation du programme, des plans avaient été dessinés pour un avion-fusée plus sophistiqué, toujours désigné He 176, mais désigné de nos jours He 176 V2. Il ne fut jamais construit, mais la désignation commune à celle de la première version (qui vola vraiment) fait que de nombreux ouvrages et sites internet publient par erreur des images de cette version pour décrire l'appareil.
L'Allemagne fit finalement voler un avion-fusée de combat opérationnel, le Komet dessiné par Alexander Lippisch, mais cet avion fut construit par la compagnie concurrente Messerschmitt, et utilisait un moteur qui était une évolution de celui employé dans le He 176, le HWK 109-509.